# Траугутт, Ромуальд

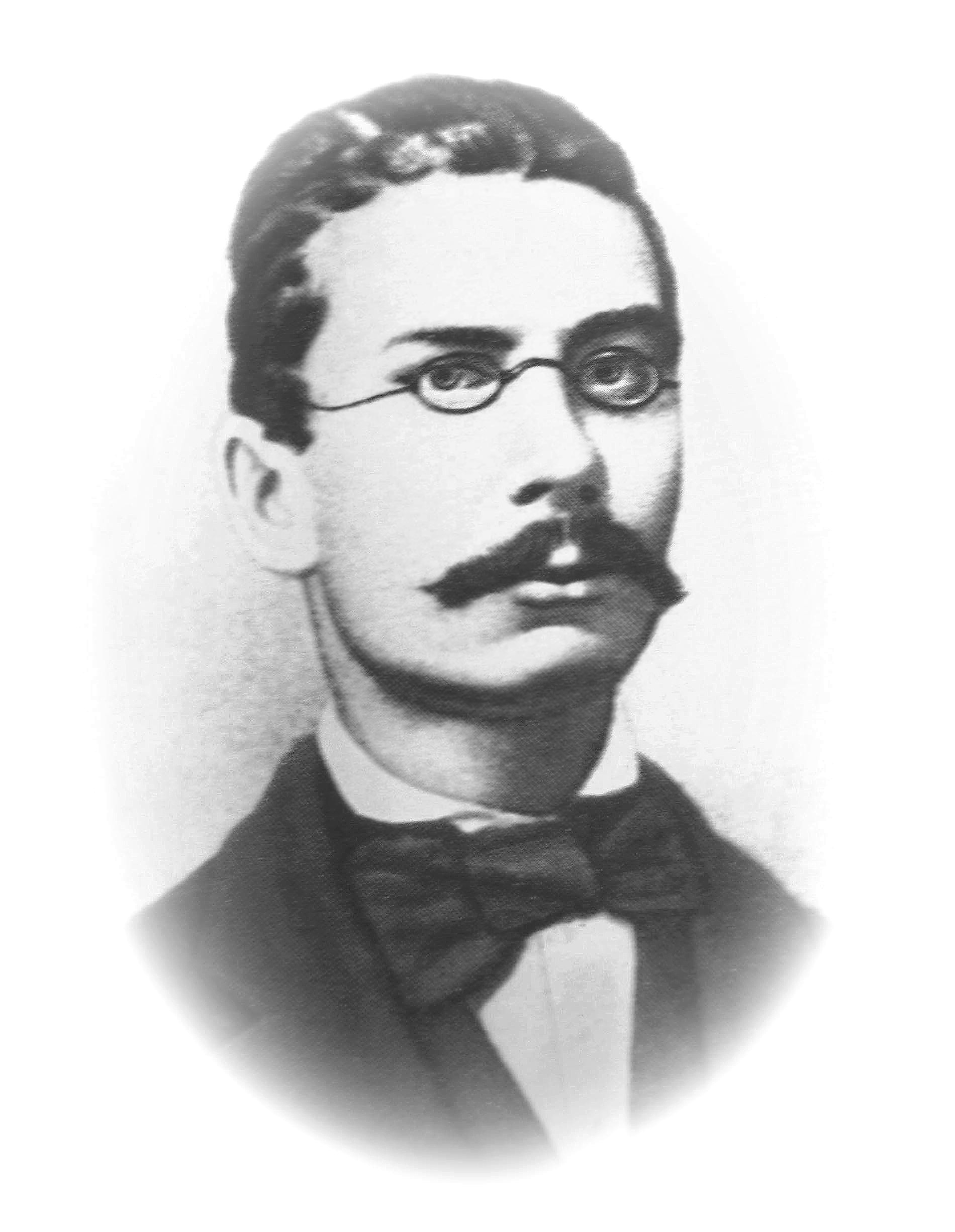
Ромуальд Траугутт

Ромуальд Траугутт (пол. Romuald Traugutt; 16 января 1826, Шестаково, Гродненская губерния — 5 августа 1864, Варшава) — польский революционер, генерал.

## Биография
Родился в деревне Шестаково Гродненской губернии, в семье Людвика Траугутта (1800—1848) и Алоизии Блоцкой (ум. в мае 1828). В 1836 поступил в гимназию в Свислочи, которую окончил в 1842 году с серебряной медалью. Поступил на службу в российскую армию. Участвовал в венгерской кампании 1848 года. Был награждён орденом св. Анны 2-й степени.
25 июля 1852 женился в Варшаве на Анне Пикел (1831—1860). От брака родились Анна Траугутт (в замужестве Корвин-Юшкевич) (1853—1938), Алоиза Траугутт (1857—1907), Конрад Траугутт (1859—1860) и Юстин Траугутт (1858—1958) Во время Крымской войны участвовал в осаде Силистрии и обороне Севастополя. 26 июня 1857 произведен в штабс-капитаны и назначен адъютантом штаба армии.
В 1860 году умерли жена, и младший сын Ромуальда.
В 1861 году знакомится с Антониной Кастюшковной (1840—1906), на которой женился 13 июня 1862 года. В браке родился Роман Траугутт (1861—1863).
14 июня 1862 года вышел в отставку в чине подполковника c ежемесячным жалованием в 260 рублей и правом ношения мундира. Поселился в Варшаве.

## Участие в восстании 1863—1864 годов
Когда в январе 1863 началось польское восстание, Траугутт поначалу оставался в стороне от борьбы. Только в апреле 1863 принял командование партизанским отрядом в лесу около Кобрина. Соединение Траугутта было незначительным, его максимальный размер в июле 1863 года — около 500 человек.
Его отряд 5 (17) — 13 (25) мая 1863 года провел три стычки с регулярными войсками под Горками. И это было единственное крупное сражение кампании Траугутта. Уже 1 (13) июля 1863 года его соединение было разгромлено, а сам Траугутт чудом сумел бежать в Варшаву.

### Диктатура Траугутта (17 октября 1863 — 11 апреля 1864)
В июле 1863 года прибыл в Варшаву. 3 (15) августа 1863 присвоено звание генерала повстанческих войск. Направлен в составе военной миссии во Францию, однако Наполеон III отказался признавать поляков воюющей стороной, и оказывать какую бы то ни было реальную помощь мятежникам, ограничившись словесной поддержкой. В результате этого миссия фактически провалилась.
Вернувшись в Варшаву, заручился поддержкой организации «белых», которые на одном из заседаний 14 октября 1863 года выразили недоверие правительству «красных» во главе с Францишком Добровольским, существовавшему с 17 сентября по 17 октября 1863 года. Станислав Франковский и Игнаций Хмеленьский потребовали немедленной отставки последнего, и переформирования самого состава правительства. На роль председателя восстания ими был предложен Ромуальд Траугутт. К этому моменту восстание уже начало терпеть крах, а подпольная система управления мятежом стала разваливаться. Именно поэтому 17 октября 1863 года Траугутт был избран председателем восьмого состава Национального правительства.
Однако практически сразу же после окончания голосования он, несмотря на протесты некоторой части присутствующих, провозгласил себя диктатором восстания. Он, однако, не был признан диктатором единогласно и до конца восстания юридически оставался лишь председателем правительства.
Траугутт, взяв себе псевдоним Михал Чарнецкий, сразу же взялся за реформирование структуры управления восстанием.
15 декабря 1863 года издан указ Траугутта о преобразовании разрозненных мятежных отрядов в регулярную армию Национального правительства. Каждый отряд отныне был преобразован в корпус под единоличным командованием закрепленного за ним офицера. Было запланировано создать 5 основных корпусов повстанческой армии, однако на деле план удался лишь частично и были созданы лишь 2 крупных воинских формирования, а именно I Люблинский корпус численностью около 3.500 человек под командованием генерала Михала Генденрейха и II Краковский корпус численностью до 3.500 человек под командованием генерала Юзефа Гауке-Босака.
Формирование III Августовского, IV Мазовецкого и V Литовского корпусов армии Национального правительства так и не состоялось в связи с тяжелым положением мятежа и отсутствием достаточного количества финансов у Национального правительства.
22 декабря 1863 издан указ о разделении административной и судебной власти.
27 декабря 1863 издан указ о наделении крестьян избирательными правами и землёй в личное пользование, которым Траугутт пытался привлечь крестьянство на свою сторону.
Ромуальд Траугутт также пытался всячески улучшить финансовое и материально-техническое обеспечение восстания. Для этого он не единожды пытался связаться с представителями Великобритании, Франции и других западноевропейских стран. Вел тайную переписку с Джузеппе Гарибальди, надеясь получить от него военную поддержу, но безуспешно. Попытки получить у всех вышеперечисленных стран если не материальную, то хотя бы финансовую поддержку в виде долгосрочных кредитов на имя Национального правительства также не увенчались успехом.
Также несколько посланий адресовал римскому папе Пию IX с просьбой дать благословение воюющим польским мятежникам, однако Пий IX не удостоил Траугутта ответом.
Единственное, чего добилось правительство Траугутта, это временного притока добровольцев из различных стран Европы (большая часть из Венгрии), которые все же в большинстве своем ехали воевать за свой счет. Кроме того, ему удалось ненадолго улучшить финансовое положение восстания за счет денег, собранных польскими национальными общинами за рубежом.

## Арест, суд и казнь
Около 2 часов ночи 30 марта (11 апреля) 1864 года Ромуальд Траугутт был арестован вместе с несколькими помощниками в Варшаве, на конспиративной квартире по адресу улица Солец, дом 3.
Находился в заключении под судом в Варшавской цитадели. Отказался в обмен на смягчение приговора выдать остававшихся на свободе единомышленников.
19 июля 1864 года Ромуальд Траугутт был лишен всех чинов и наград и приговорён к смертной казни через повешение.
В 10 часов утра, 5 августа 1864 года повешен вместе с другими членами польского подпольного правительства 7-го состава: Романом Жулиньским, Рафалом Краевским, Яном Езёранским и Юзефом Точинским.
До сих пор неизвестно, где он захоронен. Высказывались предложения о его беатификации.
Приказом президента Польской республики Игнация Мосцицкого от 21 января 1933 года посмертно награждён Крестом Независимости с Мечами.

## Память
Сразу же после смерти диктатора начал формироваться его культ личности. Многие свидетели его казни приравнивали эту смерть к Страстям Христовым. В сентябре 1864 года в польском журнале «Отчизна», издаваемом в Швейцарии, впервые появились некрологи Траугутту, указывалось, что он жил по-настоящему святой жизнью. В воспоминаниях Юлиана Лукашевского (1870) Ромуальд описывался как человек стойкий и делающий сверхчеловеческие усилия. Легенду Траугутта продолжала обширная биография пера близкого диктатору Марьяна Дубецкого, опубликованная в 1894 году в Галиции. Легенда Траугутта находила все новых сторонников вплоть до XX века. Одним из них был, в частности, Юзеф Пилсудский.
В 1933 году, в 70-ю годовщину восстания, в Республике Польша была выпущена в обращение памятная серебряная монета номиналом 10 злотых, посвященная Ромуальду Траугутту.
В 1944 году  3-й пехотной дивизии Войска Польского  при её формировании в Советском Союзе присвоено имя Траугутта.
Именем Траугутта назван парк в Варшаве.
Имя Траугутта присвоено 8-й пехотной дивизии Армии Крайовой.